# Gastronomía bereber
La gastronomía bereber corresponde al conjunto de platos y costumbres culinarias de la etnia bereber o amazig, y se trata en cierta forma de una cocina ancestral que se enmarca dentro de las tradiciones y de los ingredientes comunes a la cocina magrebí (en el uso del cuscús y de las sémolas de cereales). No obstante tiene rasgos particulares que constituyen el origen autóctono más antiguo de las cocinas del norte de África. Una de las regiones más reputadas de la cocina bereber se concentra en los Zayanes, alrededor de Jénifra en Marruecos, donde abundan los platos a base de cereales. 

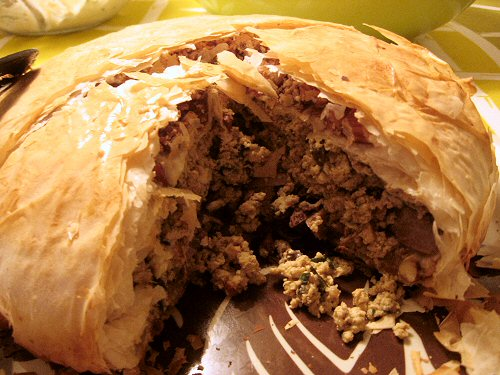
Pastela

La cocina de los pueblos amaziges comparte lógicamente buena parte de sus platos con los países donde están asentados, de marcada influencia árabe desde el siglo VIII. Sin embargo, su larga historia de resistencia frente a la cultura árabe, y el hecho de que los núcleos amaziges se mantuvieran en regiones de difícil acceso como las montañas del Atlas o el desierto del Sáhara, permitieron que conservaran una idiosincrasia cultural todavía muy marcada. Existen diferencias culturales y gastronómicas entre cada pueblo bereber, por lo que se podría hablar más bien de «cocinas bereberes», cada una adaptada a los ingredientes propios de su región.

## Ingredientes
La cocina bereber es una cocina rural que recurre en gran medida a los cereales, en forma de sémolas de diversos tipos, crepes y briks. Emplean gran variedad de hortalizas mediterráneas, legumbres como los garbanzos, las lentejas y las habas, y poca carne fuera de las comidas festivas. Los platos son especiados, con plantas frescas como el cilantro y la hierbabuena, y con una gran variedad de especias entre las que predominan la canela, los cominos y el pimentón. Muchas preparaciones, tanto dulces como saladas, se hacen a base de almendra, se enriquecen con dátiles y uvas, y la miel endulza la mayoría de sus postres aromatizados con esencias de flores. Aunque el aceite de oliva sea la grasa más empleada, la cocina bereber utiliza también la mantequilla.

## Platos
- Pastela - Carne empanada hecha de camarón o pollo.
- Mechui - Cordero entero asado sobre brasas.
- Los tajines de diferentes carnes, pescados y verduras.
- Tangia - Guiso de carne.
- Cuscús, sémola de trigo servida con un guiso de carne y/o verduras.
- Cuscús dulce - Se trata de cuscús con mantequilla y un poco de leche y miel o azúcar
- Gofio, harina de cereales tostada, tradicional en Canarias.

## Platos bereberes de Argelia
- Chekhechukha: un plato de pasta de cereales desmigada, con garbanzos y una salsa a base de carne. Es típica de la región de los montes Aurés en Argelia, y puede adoptar la forma de una crepe.
- Chukchuka: una especie de pisto de pimientos, tomates y cebolla, a los que se pueden añadir patatas y calabacines según las regiones. Se sirve a menudo con un huevo frito o revuelto encima.
- Timsemnín cabilio:[1] hojas de brik.
- Aghrum, pan o torta:[2]
  - Aghrum es levsel: torta de sémola de trigo y de cebolla.
  - Aghrum aquran:[3] (tr. pan duro) pan cabilio hecho de sémola, aceite de oliva y anís[4]  y que se suele mezclar con lehmis.[5]
- Tortilla cabilia: tarta dulce de huevos, sémola fina, leche, aceite de oliva y perfumada con flor de azahar.
- Buñuelos cabilios: unos buñuelos hechos de huevos, sémola gorda y almendras rallada, bañados en miel y perfumados con flor de azahar o agua de rosas.
- Tikerbabín (albóndigas de sémola):[6] Plato de carne de cordero con tomates y lentejas, y con albóndigas de sémola cocida en el guiso.[7]
- Sopa de habas
- Té con hierbabuena